# Vyacheslav Zudov
Vyacheslav Dmitriyevich Zudov (Вячеслав Дмитриевич Зудов) (Bor, 8 de janeiro de 1942 - 12 de junho de 2024) foi um cosmonauta soviético.
Ele foi selecionado como cosmonauta em 23 de outubro de 1965, voou como comandante na missão Soyuz 23 em 14-16 de Outubro de 1976 e se aposentou em 14 de Maio de 1987. Zudov faleceu no dia 12 de junho de 2024, aos 82 anos.